# Cventibold
Cventibold (frankovsko Zwentibold,  Zwentibald,  Swentiboldo,  Sventibaldo ali Sanderbald) je bil nezakonski sin vzhodnofrankovskea kralja Arnulfa Koroškega iz Karolinške dinastije, * ok. 870, † 13. avgust 900. 
Leta 895 mu je oče podelil Lotaringijo, kjer je vladal do svoje smrti.

## Življenje

### Zgodnje življenje
Cventibold je bil rojen med dolgo vladavino svojega pradeda, vzhodnofrankovskega kralja Ludvika Nemškega. Bil je prvorojeni, a nezakonski sin Arnulfa Koroškega in njegove priležnice Vinburge. Cventiboldov oče je bil nezakonski sin Karlmana Bavarskega, najstarejšega sina Ludvika Nemškega. Ime je dobil po svojem botru Svetopolku I. Moravskemu (frankovsko Zwentibold). Po Ludvikovi smrti leta 876 je v Vzhodni Frankovski zavladal Karlman in svojemu sinu  Arnulfu prepustil Panonijo in Koroško (nekdanjo Karantanijo). Leta 887 je Arnulf kot kralj Vzhodne Frankovske nasledil nesposobnega kralja Karla Debelega. 
Ko je Cventibold postal polnoleten, se je vmešal v boj za prestol v Zahodni Frankovski med pariškim grofom Odom in Karlom Preprostim. Ko je postalo očitno, na načrtuje postati kralj Zahodne Frankovske, sta se rivala združila proti njemu. 
Cventibold je bil kot Arnulfov najstarejši sin sprva določen za njegovega naslednika. Z Mersenskim sporazumom iz leta 870 in Ribmonskim sporazumom iz leta 880 je nekdanje srednjefrankovsko Lotarinško kraljestvo pripadlo Vzhodni Frankovski. Ko je leta 893 Arnulfova žena Ota rodila njegovega zakonitega sina in naslednika Ludvika Otroka, je Centibold kot nadomestilo prejel naslov lotarinškega kralja, ki ga je nazadnje imel Lotar II.

### Kralj Lotaringije
Poleti 893 je Arnulf od papeža Formoza in italijanskega kralja Berengarja Furlanskega prejel prošnjo za posredovanje proti Vidu Spoletskemu. Arnulf je poslal Cventibolda čez Prelaz Brenner z vojsko, ki se je v Veroni združila z Berengarjevo. Vojski sta začeli neuspešno  oblegati Vidovo prestolnico Pavio in obleganje opustili. Po besedah Liutpranda Kremonskega je bil Cventibold za svoj odhod podkupljen, čeprav ni jasno, ali je šlo za osebno podkupnino ali za poklon njegovemu očetu. Cventiboldov umik je bil vsekakor ocenjen kot neuspeh. Ko je Arnulf izvedel za neuspeh, je v Italijo povedel veliko vojsko ter nekaj mesecev pozneje zavzel Pavio. 
Imenovanje Cventibolda za kralja Lotaringije sta podprla kölnski nadškof Herman I. in trierski nadškof Ratbod, čeprav se je plemstvo temu upiralo. Zaradi Cventibodove  prevelike podpore preprostemu prebivalstvu so ga čez nekaj let začeli sovražiti. Po očetovi smrti se je začel njegov boj za prestol, ki ga je nazadnje zasedel Arnulfov šestletni zakonski sin Ludvik Otrok.

### Smrt in zapuščina
Cventibold je poskušal izkoristiti mladoletnost svojega polbrata za vzpostavitev popolne neodvisnosti svojega Lotarinškega kraljestva. Brez očetove podpore  je celotno plemstvo podprlo Ludvika in ga prosilo, naj posreduje. Leta 900 sta se proti Cventiboldu dvignila grof Reginar I. Hainautski in Odoaker in ga tistega leta ubila v bitki ob reki Meuse blizu današnjega Susterena. Pokopan je bil v opatiji Susteren. 
Po Cventiboldovi smrti je v Lotaringiji zavladal Ludvik Otrok. Pod njegovo vladavino je Vzhodnofrankovsko kraljestvo razpadlo in od leta 903 je Cventiboldovo kraljestvo upravljal lahngauski grof Gebhard, potomec Konradinske dinastije, in prejel naslov vojvoda Lorene.

## Družina
Leta 897 se je poročil z Oto, hčerko vojvove Otona I. Saškega. V zakonu so bile rojene tri hčerke, omenjene v Gesta episcoporum Leodensium: 
- Benedeta (r. Ok. 898), opatija Susteren,
- Cecilija (rojena okoli 899), opatija Susteren, in
- Relenda (rojena okoli 900).

Imela sta tudi sina Otona Lorenskega, ki je umrl leta 949. 